# Emmy Raver-Lampman
Emmy Raver-Lampman (Norfolk (Virgínia), 5 de setembre de 1988) és una actriu i cantant estatunidenca. Va començar la seva carrera treballant en teatre musical i ha actuat en diverses produccions de Broadway i de gira nacional estatunidenca com Hair, Jekyll & Hyde, Wicked i Hamilton.
Actualment retrata Allison Hargreeves a la sèrie de Netflix The Umbrella Academy (des del 2019), el qual és el seu paper innovador.

## Primers anys
Raver-Lampman va néixer i es va criar a Norfolk, Virgínia. Va ser adoptada com a nounada; la seva mare adoptiva Sharon és professora a la Old Dominion University, mentre que el seu pare Greg és escriptor i professor. És filla única, ha viatjat àmpliament (a més de 50 països) i va viure a la República Txeca, Ucraïna i l'Índia quan era jove a causa del treball de la seva mare.
Va assistir a una escola d'arts escèniques a la Governor's School for the Arts, així com a Maury High a Norfolk. Després va assistir al Marymount Manhattan College a la ciutat de Nova York. Va començar a treballar com a actriu professional a l'escola i va començar a estudiar a distància durant el seu primer any. Va desembarcar en una producció de Hair, i va deixar el seu curs temporalment amb només un semestre abans de graduar-se, però finalment va tornar a graduar-se amb un Bachelor of Arts in Theatre el 2012.

## Trajectòria
La carrera de Raver-Lampman va començar fent teatre musical. El seu primer paper professional al teatre va ser una producció de "Children of Eden" de maig de 2010 produïda per l'Astoria Performing Arts Center. Va fer una audició per al musical mentre era sophomore a la universitat i va guanyar un paper principal. Després va fer la seva audició i, posteriorment, es va unir a la gira nacional de Hair 2010, de la qual va obtenir la seva targeta "Equity".
Raver-Lampman va fer el seu debut a Broadway l'estiu de 2011, quan Hair va tornar a Broadway amb la seva gira. Va abandonar Hair quan la producció va tancar a Broadway aquell setembre. A la tardor següent, Raver-Lampman es va incorporar a la tercera gira nacional del musical Jekyll & Hyde com a membre del grup i discret per al paper principal, Lucy Harris. La producció es va traslladar a Broadway l'abril de 2013 per un compromís limitat de dos mesos, però es va tancar al cap d'un mes. Més tard, també al 2013, Raver-Lampman va ser llançat a la producció original de Broadway de 'A Night with Janis Joplin. Va actuar com a swing fins que es va tancar el show el febrer de 2014 i, posteriorment, va ser emesa en la primera gira dels Estats Units pel musical Wicked com a reserva de substitució del paper principal d'Elphaba.
Després del seu contracte d'un any amb Wicked, Raver-Lampman va tornar a Nova York el març del 2015 i, posteriorment, va fer una audició per a un dels dos papers del conjunt que Hamilton va afegir al seu espectacle després de la seva publicació fora de Broadway. Va ser adjudicada i va formar part del repartiment original de Hamilton de Broadway, així com una substitució per als tres papers femenins principals: Angelica, Eliza i Peggy/Maria Reynolds. Hamilton va començar l'agost de 2015. Al setembre de 2015, Raver-Lampman va formar part d'una lectura estelada d'un musical de rock original titulat Galileo. Al desembre d'aquest any, va participar en un taller de teatre MCC anomenat Alice By Heart.
El gener de 2016, es va anunciar que va ser distribuïda com a Pearl Krabs a la prova de la producció de Chicago del musical de SpongeBob SquarePants. Va deixar Hamilton a l'abril de 2016, i és un dels dos membres originals del repartiment que no van participar en la filmació de la producció. Ella va tornar a Hamilton més tard aquell any com a membre original de la producció de la sèrie de Chicago, que va començar les preestrenes al setembre del 2016. Al març del 2017, es va unir a la primera gira nacional del programa, protagonitzada com Angelica. Va visitar la sèrie fins a finals de 2017, actuant a San Francisco i Los Angeles.
A finals de 2019, es va anunciar que s'uniria a la seva exparella de Hamilton, Solea Pfeiffer, com a coprotagonistes del nou musical original Gun & Powder, dirigit per Robert O'Hara. El programa va tenir un compromís regional durant un mes a Arlington, Virgínia, que es va inaugurar el 28 de gener de 2020.
Raver-Lampman va realitzar el seu primer paper televisiu important el 2017, retratant Allison Hargreeves a The Umbrella Academy, al costat dels actors Ellen Page i Tom Hopper, entre d'altres. L'espectacle es va rodar durant el primer semestre del 2018 i es va estrenar a Netflix al febrer del 2019. L'espectacle va ser la tercera sèrie més popular de Netflix l'any 2019, amb més de 45 milions d'espectadors. Raver-Lampman va rodar la segona temporada durant cinc mesos el 2019, i aquesta es va estrenar al juliol del 2020.
Al llarg del 2019, també va tenir funcions de convidada en programes de televisió com A Million Little Things i Jane the Virgin. També va aparèixer a l'àlbum Seven Nights in Chicago del 2019 de Daveed Diggs i Rafael Casal. El juliol del 2020, es va anunciar que Raver-Lampman substituiria a Kristen Bell com la veu de Molly Tillerman al programa Apple TV+ show Central Park. L'anunci va arribar després que Bell renunciés al seu paper, a causa d'una polèmica sobre la seva actuació com a personatge de cursa mixta. Raver-Lampman donarà veu a Molly en la segona temporada de la sèrie.

## Filmografia

### Pel·lícules
| Any  | Títol              | Paper   | Notes        |
| ---- | ------------------ | ------- | ------------ |
| 2019 | Stucco             | Relaxer | Curtmetratge |
| 2020 | aTypical Wednesday | Millie  |              |

### Televisió
| Any          | Títol                   | Paper                                | Notes                                                                                |
| ------------ | ----------------------- | ------------------------------------ | ------------------------------------------------------------------------------------ |
| 2016         | Odd Mom Out             | Dona en una cita                     | Episodi: "Hamming It Up"                                                             |
| 2018         | A Million Little Things | Rebecca                              | Episodi: "Friday Night Dinner"                                                       |
| 2019         | American Dad!           | Agent de viatges (veu)               | Episodi: "Stompe le Monde"                                                           |
| 2019         | Jane the Virgin         | Lily Lofton                          | Episodis: "Capítol noranta-set"; "Capítol noranta-vuit"                              |
| 2019         | Robot Chicken           | Peppermint /La mare del noi (veu)    | Episodi: "Robot Chicken's Santa's Dead (Spoiler Alert) Holiday Murder Thing Special" |
| 2019–present | The Umbrella Academy    | Allison Hargreeves/Número tres/Rumor | Paper principal; 20 Episodis                                                         |
| TBA          | Central Park            | Molly Tillerman (veu)                | Paper principal (temporada 2)                                                        |

## Teatre
| Any       | Títol                     | Paper principal                                            | Lloc                                              | Notes                                    |
| --------- | ------------------------- | ---------------------------------------------------------- | ------------------------------------------------- | ---------------------------------------- |
| 2010      | Children of Eden          | Eve/Mama Noah                                              | Astoria Performing Arts Center: Maig 2010         | Producció Off-off-Broadway               |
| 2010–2011 | Hair                      | Repartiment Suplent: Dionne, Abraham Lincoln               | Gira nacional: Octubre 2010 – Juny 2011           | Gira nacional                            |
| 2010–2011 | Hair                      | Repartiment Suplent: Dionne, Abraham Lincoln               | St. James Theatre: Juliol – Setembre 2011         | Broadway, retorn de la gira              |
| 2012–2013 | Jekyll & Hyde             | Repartiment Suplent: Lucy Harris                           | Gira nacional: Octubre 2012 – Març 2013           | Tercera gira nacional                    |
| 2012–2013 | Jekyll & Hyde             | Repartiment Suplent: Lucy Harris                           | Marquis Theatre: Abril – Maig 2013                | Revival de Broadway                      |
| 2013–2014 | A Night with Janis Joplin | Swing Suplent: Joplinaires                                 | Lyceum Theatre: Octubre 2013 – Febrer 2014        | Repartiment original de Broadway         |
| 2014–2015 | Wicked                    | Elphaba (standby)                                          | Gira nacional: Febrer 2014 – Març 2015            | Primer reemplaçament de la gira nacional |
| 2015–2016 | Hamilton                  | Repartiment Suplent: Angelica, Eliza, Peggy/Maria Reynolds | Richard Rodgers Theatre: Juliol 2015 – Abril 2016 | Producció original de Broadway           |
| 2016      | SpongeBob SquarePants     | Pearl Krabs                                                | Oriental Theatre: Juny – Juliol 2016              | Producció original de Chicago            |
| 2016–2017 | Hamilton                  | Repartiment Suplent: Angelica, Eliza, Peggy/Maria Reynolds | Eliza Tour: Setembre 2016 – Febrer 2017           | Producció de Chicago                     |
| 2016–2017 | Hamilton                  | Angelica                                                   | Angelica Tour: Març – Desembre 2017               | Primera gira nacional                    |
| 2020      | Gun & Powder              | Martha                                                     | Signature Theatre: Gener – Febrer 2020            | Producció original de Virginia           |

## Discografia
- Hamilton (Original Broadway Cast Recording) (2015); membre de la companyia[21]
- Bonnie and Clyde and a Whole Lotta Jazz (Live at 54 Below) (2016), composta per Frank Wildhorn; vocalista destacada[22]
- SpongeBob SquarePants, The New Musical (2017); membre de la companyia i destacable a "Daddy Knows Best"[23][24]
- Blindspotting: The Collin EP (2018), de Daveed Diggs i Rafael Casal; artista destacada a "Something in the Water"[25]
- The Umbrella Academy (Original Series Soundtrack) (2019), composta per Jeff Russo; vocalista destacada a "Stormy Weather"[26]
- Seven Nights in Chicago (2019), de Daveed Diggs i Rafael Casal; artista destacada a "At this Point" i a "No Feels"
- The Good & The Bad (2019), d'Anthony Ramos; vocalist de fons a "Comeback Home"[27]
- Three Points of Contact (2019), disc conceptual compost per Ryan Scott Oliver; artista destacada a "Bleed You Dry"[28]